# Li Shangyin

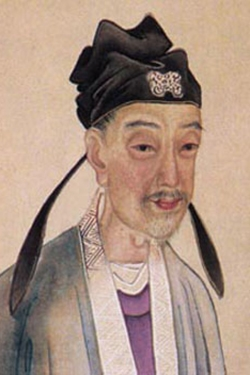
Li Shangyin

Li Shangyin (c. 813–858), omgangsnaam Yishan (義山), was een Chinese dichter en politicus van de late Tang-dynastie, Hij werd geboren in Henan. Tezamen met Li He werd hij erg bewonderd en “herontdekt” in de 20e eeuw door jonge Chinese schrijvers vanwege de imaginaire kwaliteiten van zijn gedichten. Hij werd ook bekend door zijn treiterende gedichten aan een “niet genoemde persoon”.

## Gedicht
七言律詩 李商隱 無題之一

來是空言去絕蹤， 月斜樓上五更鐘。

夢為遠別啼難喚， 書被催成墨未濃。

蠟照半籠金翡翠， 麝熏微度繡芙蓉。

劉郎已恨蓬山遠， 更隔蓬山一萬重。

Aan iemand niet genoemd

Je zei te komen, maar je kwam niet en liet me geen ander spoor

Dan het maanlicht op jouw toren tijdens de vijfde bel

Ik huil voor jou voorgoed gegaan, ik kan niet opstaan nu

Ik probeerde je gehaaste briefje te lezen, maar de inkt was te bleek

…Blauw brandt je kaars in je koningsvisser-veer lantaren

En een zoete adem ontsnapt aan je met hibiscus ingelegde gordijn

Maar ver buiten mijn bereik is de Betoverde Berg

En jij bent aan de andere kant, tienduizend toppen verwijderd.

## Leven
Li Shangyin’s loopbaan was moeizaam en hij kreeg nooit een hoge positie, dit vanwege disputen tussen de verschillende facties of vanwege zijn associatie met Liu Fen (劉蕡), een prominente opponent van de eunuchs.

## Historische achtergrond
Li Shangyin leefde in een tijd waarin de Tang-dynastie, na zo’n tweehonderd jaren van glorieus regeren, snel minder machtig werd.
Cultureel, politiek en economisch was de Tangperiode een van de grootste periodes in de Chinese geschiedenis. De kosmopolitische hoofdstad Chang’an was gevuld met handelaren uit het Midden-Oosten en andere delen van Azië, waar veel vazalstaten gezanten naar toe zonden om schatting te betalen. Het keizerrijk bestond uit een territorium, dat tot nu toe het grootste in de Chinese geschiedenis was. Het rijk groeide, onder de keizers Gaozuyi, Taizong, keizerin Wu en tot de tijd van keizer Xuanzong tot de grootste hoogte van voorspoed.
Na de An Lushan Rebellie, desintegreerde de politieke en economische structuur van het land verviel de Dynastie snel. De generaals uit het rebellenkamp werd toegestaan zich over te geven en kregen militaire bestuursposten, zelfs nadat de leiders van de rebellie waren verslagen. Vrede en stabiliteit over het gehele gebied van Hebei werd gekocht door een compromis. Deze provinciale bestuurders waren dit alleen in naam. Het hof, nu zwak en onmachtig, tolereerde hun onafhankelijkheid, bewust ook van agressie van de Tibetanen in het Noordwesten, wat ook een permanente dreiging was.
Gedurende de volgende jaren, maakten de militare bestuurders het de keizerlijke autoriteit moeilijk door erfopvolging te claimen. Dit resulteerde in revoluties en bloedvergieten. Daarnaast werd het Tanghof intern geplaagd door steeds machtiger eunuchs.

### De opkomst van de eunuchs
De eunuchs als groep verworven eerst politieke invloed, toen Gao Lishi de keizer Xuanzong hielp macht verkrijgen. Later hielp, Li Fuguo Su-zong op zijn troon. Langzamerhand controleerden zij de persoonlijke toegang tot de keizer en namen ze deel aan het landelijk bestuur. Ook waren ze betrokken bij provinciale benoemingen. Soms zelfs door met geweld in te grijpen bij erfopvolging. In de tijd van Li Shangyin lieten de keizers eunuchs toe om volledig politiek en militair deel te nemen aan het bestuur. Na Xianzong werden alle keizers (behalve Jingzong) op de troon gezet door eunuchs.

### Het zoete dauw incident
In 835 vond het “zoete dauw incident” plaats gedurende de regering van keizer Wenzong. Een paleisrevolutie door Li Xun (premier) en Zheng Zhu (militair gouverneur van Feng Xiang) faalde. Zij steunden daarbij Wenzong’s poging de macht van de eunuchs te breken. De eunuchs, geleid door Qiu Shiliang, doden de families van veel hoge officials en ministers. Veel andere onschuldigen werden gedood. De macht van de eunuchs domineerden de keizer en de staatszaken nu helemaal.

### Niu-Li factiestrijd
De Niu-Li factiestrijd was een andere destructieve interne kracht. De Niu en Li waren niet als politieke partijen georganiseerd, maar twee groepen rivaliserende politici, vijandig tegenover elkaar als gevolg van persoonlijke animositeit. Het hoofd van de Niu factie werd gerepresenteerd door Niu Sengru en Li Zongmin en de Li factie door Li Deyu. In de jaren 830 – 840 zorgden beide factis voor veel ophef in het hof gedurende de regeringen van Muzong, Jingzon, Wenzon, Wuzong en Xuanzong. Dit was de periode die bijna geheel samenviel met het leven van Li Shangyin. Volgens Chen Yinke was de strijd ook het gevlg van een verschil in sociale achtergrond van deze twee groepen. Een representeerde de traditionele heersende klasse uit het noorden, de ander die van de klasse van opgeleide officials die hun posities bereikten door examens. In ieder geval waren veel intellectuelen en hoge officials betrokken bij deze strijd. Wanneer de leden van een factie de macht hadden werden die van de andere in positie verlaagd of waren ze uit de gratie. Deze strijd weerhield het hof van een aanpak van de eunuchs.

### De val van de eunuchs
De keizers, volledig hulpeloos, probeerden een kracht tegen de ander uit te spelen. Ongeveer vijftig jaar na Li Shangs dood verloren de eunuchs hun macht. Hun macht werd met de hulp van militaire gouverneurs gebroken. Daarmee werd ook de val van de Tang-dynastie definitief gebroken. Tijdens Li Shangs leven regeerden zes keizers. Twee werden vermoord door eunuchs, drie verloren zich in escapistische praktijken. Wuzong stierf daarbij aan een overdosis.

## Werken
Li was een typische dichter van de late Tang-dynastie: Zijn werken zijn gevoelig, dicht en associatief. De laatste kwaliteit maakt zijn werk moeilijk vertaalbaar. De politieke, biografische, of filosofische implicaties van sommige van zijn gedichten waren onderwerp van debat gedurende vele eeuwen in China.
Hoewel bekend om zijn gevoelige gedichten schreef Li in veel stijlen: satirisch, humoristisch of sentimenteel.
- Bibsys: 97001133
- Bibliothèque nationale de France: cb12288277h (data)
- Catàleg d'autoritats de noms i títols de Catalunya: 981058515171506706
- CiNii: DA02656138
- Gemeinsame Normdatei: 119035383
- International Standard Name Identifier: 0000 0001 2275 5656
- Library of Congress Control Number: n81008515
- MusicBrainz: 7fc4fea3-ce42-4fea-b866-654aeb8d265a
- Bibliotheek van het Japanse parlement: 00626759
- Nationale Bibliotheek van Tsjechië: jn20040322009
- Nationale bibliotheek van Australië: 36603199
- Nationale Bibliotheek van Israël: 987007271756205171
- Nederlandse Thesaurus van Auteursnamen: 140474145
- Réseau des bibliothèques de Suisse occidentale: 02-A005225747
- SNAC: w6gb5qdk
- Système universitaire de documentation: 031718892
- Trove: 1320244
- Virtual International Authority File: 73666
- WorldCat: E39PBJr7RCQ9yWWpbgBvctbfMP